# Оперативне угруповання військ «Таврія»
Оперативне угруповання військ «Таврія» (ОУВ «Таврія»), також відоме як Сили оборони Півдня України — тимчасове об'єднання Сил оборони України. Створене під час повномасштабного російського вторгнення на територію України.
Станом на кінець 2024 року на сході межувало з ОСУВ «Хортиця».

## Історія
Утворено як ОСУВ «Херсон» в результаті переформатування ОСУВ «Олександрія» 23 жовтня 2022 року. 11 листопада 2022 ОСУВ «Херсон» переформатовано в ОСУВ «Таврія».
17 грудня 2022 року оперативне угруповання «Таврія» отримало додаткову військову техніку.
4 вересня 2023 року президент України Володимир Зеленський в рамках робочої поїздки в Запорізьку область побував у командних пунктах бойових бригад у складі ОСУВ «Таврія». Зеленський разом із першим заступником міністра оборони Олександром Павлюком, командувачем ОСУВ «Таврія» Олександром Тарнавським і командувачем Десантно-штурмових військ ЗСУ, командувачем ОТУ «Марун» Максимом Миргородським відвідав командні пункти 148-ї окремої артилерійської бригади, 82-ї окремої десантно-штурмової бригади та 71-ї окремої єгерської бригади.
19 вересня 2023 року Головнокомандувач ЗСУ генерал Валерій Залужний із начальником Генерального штабу генерал-лейтенантом Сергієм Шапталою провели спільну роботу з командувачами та командирами бригад ОСУВ «Таврія».
10 жовтня 2023 року в ОСУВ працював міністр оборони України Рустем Умєров.
На липень 2024 року оперативно-стратегічне угруповання військ «Таврія» було переформатоване в оперативне угруповання військ «Таврія»; реорганізація відбулася навесні або на початку літа в межах оновлення структури Сил оборони України.

## Склад
- Оперативно-тактичне угруповання «Запоріжжя» — відповідає за напрямок з Кам'янського по Новодарівку.
- Оперативне угруповання військ «Херсон» — відповідає за Херсонський напрямок.

## Командування
- 2022—03.2024: бригадний генерал Тарнавський Олександр Георгійович[8][9]
- 2024—01.2025: бригадний генерал Шаповалов Геннадій Миколайович[10]
- з 2025: бригадний генерал Сидоренко Михайло Павлович[11]